# Església de Notre-Dame-de-Liesse
L'Església de Notre-Dame-de-Liesse, és una església catòlica francesa, situada en la comuna d'Annecy, del departament de l'Alta Savoia.

## Història
Fundada i construïda a la segona meitat del segle xiv pels comtes de Ginebra Amadeu III i Robert, l'església La nostra-Senyora de Liesse es va construir sobre la localització d'un antic oratori i aquell alhora sobre un lloc medieval a la proximitats d'un hospital medieval. El lloc presentava llavors un marcat caràcter religiós. Els orígens antics d'aquest santuari religiós eren coneguts com un oratori modest a la Mare de Déu citat en manuscrits des del segle xi  Però la veritable fundació de La nostra-Senyora-de-Liesse data de 1360, gràcies al Comte Amadeu III de Ginebra que desitjava fer d'aquesta nova església la necròpolis de la seva nisaga. El comte Roberto va continuar la construcció que va quedar acabada el 1394. El santuari es va consagrar el 1398.
El 1793, el cor va ser destruït per voluntat de la municipalitat revolucionària amb la intenció de fer lloc per a un "plaça de la llibertat" pròpia per acollir grans concentracions populars. El lloc es va convertir a principis del segle xix al centre de la vida política d'Annecy, entorn de l'"arbre de la llibertat". Davant l'església, es conserva una gran plaça. Envoltada de cafès i de botigues, anomenada "Notre-Dame", afirma la seva vocació d'àgora política i social. Fins a 1854, va mantenir un mercat de verdures, ous i formatges, fins a la seva transferència al carrer Santa-Clara, on segueix estant. El 1859 l'ajuntament d'Estimat Levet, va instal·lar una font en obelisc, amb uns lleons i tortugues.
Després del retorn el 1815, del departament francès de Mont-Blanc pertanyent a la casa de Savoia, les parròquies van ser restablides i les esglésies reconstruïdes. L'església actual va ser construïda entre 1846 i 1851 sobre el santuari primitiu molt espatllat del que va conservar certs elements : el campanar del s. XIV i una finestra gòtica del mur sud. L'església té forma de creu llatina, amb nau central i laterals amb bóvedas plenes, i una cúpula central. La seva façana de tipus neo-clàssic Sardo data de 1846. Les naus laterals contenen dos altars : el de l'esquerra dedicat a Sant Francesc de Sales i l'altre al Rosari. Les piles baptismals daten del 1852 i l'altar major del 1854. Un quadre de Crist crucificat del segle xix gaudeix de protecció oficial.

## Les campanes
A punt de ser enderrocat com la majoria dels campanars d'Annecy, el campanar del s. XIV d'aquesta església només va perdre la cúpula en fletxa i les torres. La degana feta en 1655 sona sempre en cada àngelus, va ser fosa per Aubry i pesa 400 quilos. La més petita de cinquanta quilos, feta el 1699, ja no es fa servir. Una altra campana de 1606 és esmentada als arxius. Dues campanes més, avui desaparegudes van ser foses per Louis Léonard de Morteau en 1768. La més gran pesava llavors 11.380 lliures. La Foneria Paccard va saber marcar la seva empremta en aquest campanar. La major, anomenada "La Salésienne" en honor a San Francisco de Sales pesa més de cinc tones i va ser fosa en 1878. Una altra campana, de dimensions més modestes (una tona) que acompanya a les seves germanes, va ser fosa en 1891, any de la cèlebre Savoyarde de París  Una campana del segle xvii gaudeix de protecció oficial.